# 992
Évszázadok: 9. század – 10. század – 11. század
Évtizedek: 940-es évek – 950-es évek – 960-as évek – 970-es évek – 980-as évek – 990-es évek – 1000-es évek – 1010-es évek – 1020-as évek – 1030-as évek – 1040-es évek
Évek: 987 – 988 – 989 – 990 –  991 – 992 – 993 – 994 – 995 – 996 – 997

## Események
- I. Vlagyimir kijevi nagyfejedelem hadjáratot indít a horvátok ellen.[1]

## Halálozások
- május 25. – I. Mieszko lengyel fejedelem